# 1304
1304 (MCCCIV) var ett skottår som började en onsdag i den julianska kalendern.

## Händelser

### Juli
- 7 juli – När Benedictus XI avlider kommer påvestolen stå tom i ett år.[1]

### Okänt datum
- Den fiendskap, som råder mellan Birger Magnusson och hans bröder Erik och Valdemar Magnusson, blossar upp till fullt inbördeskrig detta år.
  - Erik och Valdemar besegrar Birger i träffningen vid Amnabro, men flyr sedan till Norge, för att konsolidera sin ställning.
  - Fästningen Dalaborg i Dalsland börjar byggas av Erik och Valdemar, som ett led i ambitionen att befästa Västsverige mot brodern Birger. I slutet av börjar kungen belägra borgen.
- Birgers son Magnus Birgersson väljs till tronföljare i Fagradal och blir faderns medregent.
- Den norske kungen Håkon Magnusson donerar en tagg ur Kristi törnekrona till Skara domkyrka.
- Hertig Erik tar Kungahälla län och norra Halland i besittning.
- Borgen Aranäs vid Vänern nämns för första gången. Dess ägare är Torgils Knutsson.
- Storkyro kyrka byggs.

## Födda
- 25 februari – Muhammad Ibn Battuta.
- 20 juli – Francesco Petrarca.

## Avlidna
- 7 juli – Benedictus XI, född Niccolò Boccasino, påve sedan 1303.
- 17 augusti – Go-Fukakusa, japansk kejsare.
- 29 september – Agnes av Brandenburg, drottning av Danmark 1273–1286, gift med Erik Klipping.